# Distretto di Kishapu
Il distretto di Kishapu è un distretto della Tanzania situato nella regione di Shinyanga. È suddiviso in 20 circoscrizioni (wards) e conta una popolazione di 272 990 abitanti (censimento 2012).
Elenco delle circoscrizioni:
- Bubiki
- Bunambiyu
- Itilima
- Kiloleli
- Kishapu
- Lagana
- Masanga
- Mondo
- Mwadui Luhumbo
- Mwakipoya
- Mwamalasa
- Mwamashele
- Ngofila
- Seke-Bugoro
- Shagihilu
- Somagedi
- Songwa
- Talaga
- Uchunga
- Ukenyenge